# Liste der Baudenkmäler in Biberbach (Schwaben)
Auf dieser Seite sind die Baudenkmäler in dem schwäbischen Markt Biberbach zusammengestellt. Diese Tabelle ist eine Teilliste der Liste der Baudenkmäler in Bayern. Grundlage ist die Bayerische Denkmalliste, die auf Basis des Bayerischen Denkmalschutzgesetzes vom 1. Oktober 1973 erstmals erstellt wurde und seither durch das Bayerische Landesamt für Denkmalpflege geführt wird. Die folgenden Angaben ersetzen nicht die rechtsverbindliche Auskunft der Denkmalschutzbehörde.

## Ensembles

### Ensemble Am Kirchberg

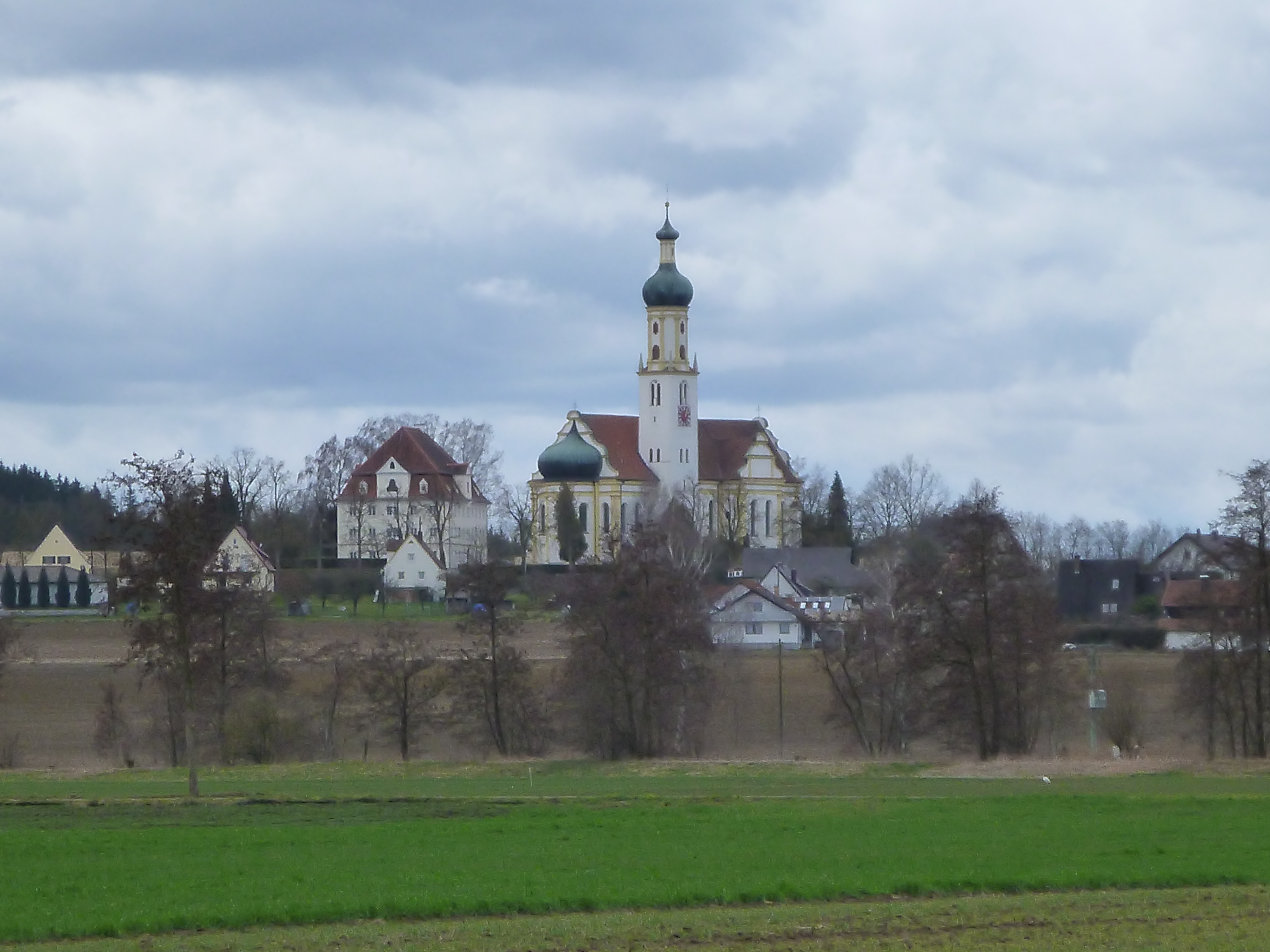

Die katholische Pfarr- und Wallfahrtskirche St. Jakobus, eine eindrucksvolle, 1694 durch Valerian Brenner vollendete Barockanlage des Vorarlberger Typs, bildet zusammen mit dem sehr stattlichen barocken Pfarrhof, dem schlichten Mesnerhaus, dem ummauerten Friedhof mit seinem Barockportal und seiner Kapelle sowie dem Kalvarienberg ein Ensemble. Die Bautengruppe liegt südlich außerhalb des Marktes auf einer Anhöhe. Der hohe Turm der Kirche mit seiner zweifachen Zwiebelkuppel, die Schweifgiebel des Quer- und Langhauses sowie das hohe Mansard-Walmdach des schlossartigen Pfarrhofes besitzen große Fernwirkung und beherrschen den Marktort. Aktennummer: E-7-72-121-1.

### Ensemble Burg Markt

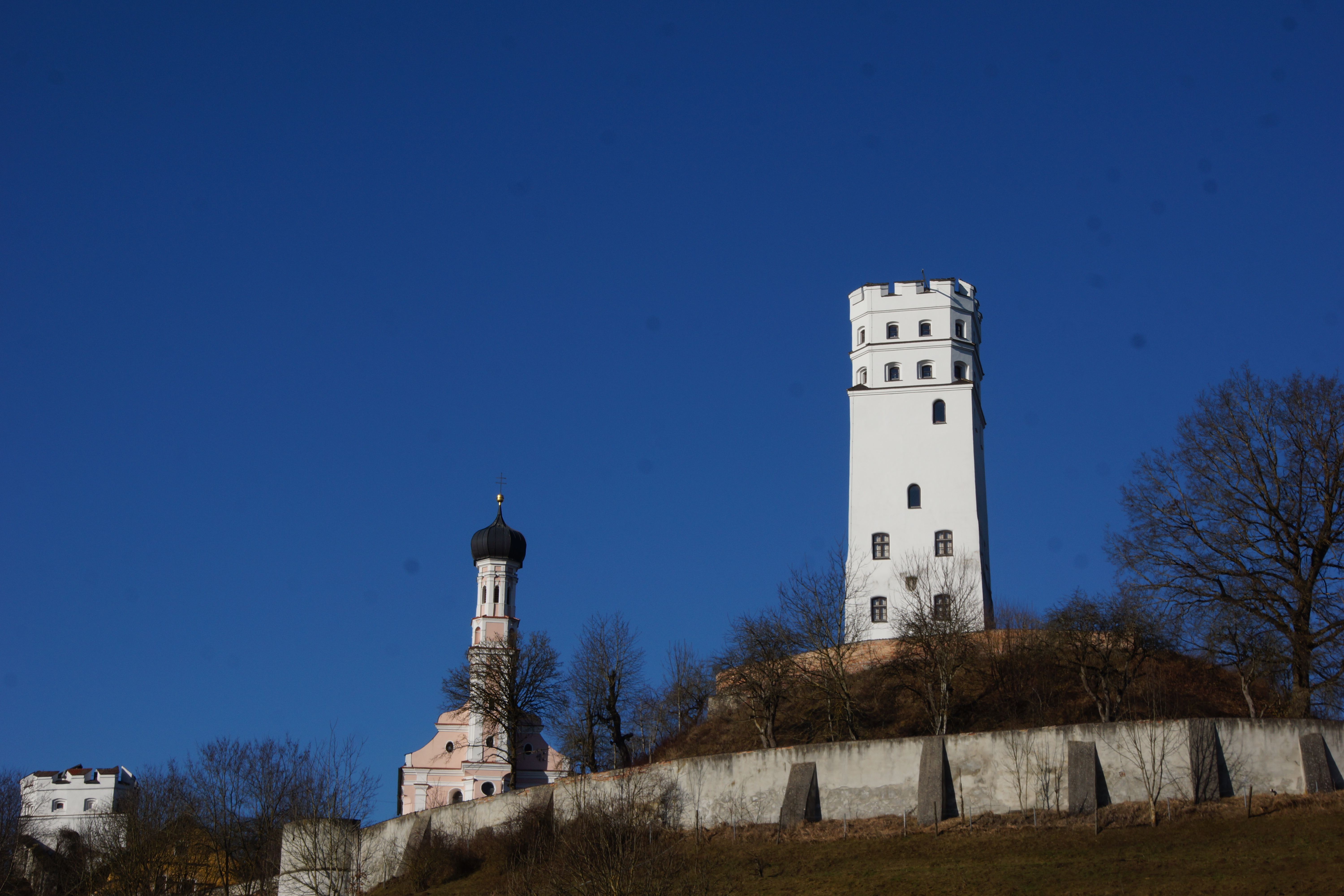

Die Burg Markt liegt auf einer nach drei Seiten gegen das Lechtal abfallenden Bergkrone und besteht aus der Hinteren (östlichen) und der Vorderen (westlichen) Burg, beide getrennt durch einen Halsgraben. Markt war im Spätmittelalter Mittelpunkt der Herrschaft der Rechberger, dann der Pappenheimer in Biberbach und Markt. Im Städtekrieg wurde die Burg 1399 von den Augsburgern völlig zerstört. – Die Fugger, die seit 1525 mit der Herrschaft belehnt waren, ließen die Burg als Schloss wiederaufbauen. Der Bergfried, die eindrucksvoll am baumfreien Abhang aufragenden Ringmauern mit ihren Strebepfeilern und Schalentürmen sowie der Onoldsbacher Turm in der Vorderen Burg sind aus dieser Zeit erhalten geblieben, nicht aber die Schloss- und Ökonomiegebäude, die bereits im 17. Jahrhundert Bauschäden aufwiesen. - Im 19. Jahrhundert hat das Vordere Schloss den Charakter eines großen Gutshofes gewonnen, der mit stattlichen, z. T. über älterer Bausubstanz errichteten Ökonomiegebäuden, mit einem Arbeiterhaus und einem Werkstattgebäude umbaut ist. Beherrschender Bau im Hof ist die barocke Schlosskirche von 1732; das zugehörige Kaplanshaus des 17./18. Jahrhunderts schließt sich dem Ring der Wirtschaftsgebäude an. Aktennummer: E-7-72-121-2.

## Baudenkmäler nach Ortsteilen

### Biberbach
| Lage                           | Objekt                                              | Beschreibung | Akten-Nr.             | Bild                 |
| ------------------------------ | --------------------------------------------------- | --- | --------------------- | -------------------- |
| Am Kirchberg 20 (Standort)     | Kalvarienberg-Gruppe                                | gefaßte Zinkguss-Figuren, nach Modellen von Sebastian Osterrieder, 1906; am Aufgang der Kirche. | D-7-72-121-2 Wikidata | Kalvarienberg-Gruppe |
| Am Kirchberg 22, 24 (Standort) | Katholische Pfarr- und Wallfahrtskirche St. Jakobus | Saalbau mit Querhaus, eingezogenem Chor und nördlichem Turm mit Zwiebelhaube und Laterne, Barockanlage des Vorarlberger Typs von Valerian Brenner, 1684–94; mit Ausstattung; Reste der Friedhofsmauer, 18./19. Jahrhundert; nordöstlich und südlich der Kirche; Friedhofskapelle, pilastergerahmter Rechteckbau mit Dreiecksgiebel, 1755/60; Friedhofsportal, von Pilastern flankierter Bau mit Dreiecksgiebel und barocker Johann-Nepomuk-Figur, 1. Drittel 18. Jahrhundert | D-7-72-121-1 Wikidata | weitere Bilder       |
| Am Kirchberg 24 (Standort)     | Pfarrhof                                            | dreigeschossiger Bau mit Mansardwalmdach und Mittelrisaliten im Norden, Osten und Süden mit Zwerchgiebeln bekrönt, von Johann Bernhard Nigg, 1765. | D-7-72-121-3 Wikidata | weitere Bilder       |
| Raiffeisenstraße 18 (Standort) | Wohnhaus eines Bauernhofes                          | zweigeschossiger Putzbau mit flachem Walmdach, Mezzaningeschoss und Mittelrisalit mit Dreiecksgiebel, um 1850/60. | D-7-72-121-5 Wikidata | weitere Bilder       |

### Affaltern
| Lage                                 | Objekt                                | Beschreibung | Akten-Nr.              | Bild                                  |
| ------------------------------------ | ------------------------------------- | --- | ---------------------- | ------------------------------------- |
| Am Asbach (Standort)                 | Wegkapelle                            | Rechteckbau mit dreiseitigem Schluss, neugotisch, um 1870.                                                                             | D-7-72-121-8 Wikidata  | weitere Bilder                        |
| Pfarrer-Brümmer-Straße 2 (Standort)  | Bauernhaus                            | zweigeschossiger Satteldachbau mit Ecklisenen, profiliertem Ortganggesims, Gesimsstücken und Fresko, Mitte 19. Jahrhundert             | D-7-72-121-9 Wikidata  | Bauernhaus                            |
| Pfarrer-Brümmer-Straße 16 (Standort) | Katholische Pfarrkirche St. Sebastian | Saalbau mit eingezogenem Chor und südlichem Turm mit geknicktem Spitzhelm, barocke Anlage von Valerian Brenner, 1698; mit Ausstattung. | D-7-72-121-10 Wikidata | Katholische Pfarrkirche St. Sebastian |

### Albertshofen
| Lage                                          | Objekt     | Beschreibung                                  | Akten-Nr.             | Bild           |
| --------------------------------------------- | ---------- | --------------------------------------------- | --------------------- | -------------- |
| Am Weilerberg, an der Kreisstraße. (Standort) | Wegkapelle | Rechteckbau mit Satteldach, neugotisch, 1882. | D-7-72-121-6 Wikidata | weitere Bilder |

### Eisenbrechtshofen
| Lage                    | Objekt                   | Beschreibung                                | Akten-Nr.              | Bild                     |
| ----------------------- | ------------------------ | ------------------------------------------- | ---------------------- | ------------------------ |
| Kapellenfeld (Standort) | Wegkapelle St. Stephanus | Rechteckbau mit Satteldach, 1872, erneuert. | D-7-72-121-12 Wikidata | Wegkapelle St. Stephanus |

### Feigenhofen
| Lage                     | Objekt                              | Beschreibung | Akten-Nr.              | Bild                                |
| ------------------------ | ----------------------------------- | --- | ---------------------- | ----------------------------------- |
| Hirtenweg 2 a (Standort) | Katholische Filialkirche St. Petrus | Saalbau mit Dachreiter mit Zwiebelhaube, Chor wohl Ende 10. Jahrhundert, Langhaus 15. Jahrhundert, um 1670 barockisiert; mit Ausstattung. | D-7-72-121-13 Wikidata | Katholische Filialkirche St. Petrus |

### Markt
| Lage                                  | Objekt                         | Beschreibung | Akten-Nr.              | Bild                           |
| ------------------------------------- | ------------------------------ | --- | ---------------------- | ------------------------------ |
| Auf der Burg 2, 3, 4, 5, 6 (Standort) | Ehemalige Burg                 | Ehemalige Burg, später Fuggerschloss; sogenannte Hintere (östliche) Burg: Bergfried, sechsgeschossiger, quadratischer, sich nach oben verjüngender Turm mit oktogonalem Aufsatz und Zinnenkranz, im Kern 2. Hälfte 16. Jahrhundert, Aufbau 1. Hälfte 17. Jahrhundert; zum Teil doppelter Mauerring mit Strebepfeilern und drei halbrunden Schalentürmen, um Mitte 16. Jahrhundert; Bogenbrücke über den inneren Halsgraben zwischen Hinterer und Vorderer Burg, Mitte 17. Jahrhundert; sogenannte Vordere (westliche) Burg: Halsgraben nach Westen; sogenannter Onoldsbacher Turm, zweigeschossiger quadratischer Turm mit oktogonalem Aufsatz und Zinnenkranz, Untergeschosse 2. Hälfte 16. Jahrhundert, Aufbau 1. Hälfte 17. Jahrhundert; ehemalige Schlosskapelle St. Johannes der Täufer, dreischiffiger, pilastergegliederter Rechteckbau mit östlichem Turm mit Zwiebelhaube, einheitlicher Barockbau, von Simon Rothmiller, 1738/39; mit Ausstattung; ehemaliges Kaplaneihaus, zweigeschossiger Satteldachbau mit Giebelgesims, 1. Hälfte 18. Jahrhundert; Wirtschaftsgebäude, zweigeschossige Satteldachbauten, um 1850, über älterem Kern; südlich und nördlich der Zufahrt; Stall- und Scheunengebäude, Satteldachbauten, um 1850; weiter nördlich in rechtem Winkel anschließend; Werkstattgebäude, erdgeschossige Satteldachbauten, um 1860/70, mit Zugang zu Kammern und Schächten des 16. Jahrhunderts sowie Resten eines Göpels des 19. Jahrhunderts. | D-7-72-121-14 Wikidata | weitere Bilder                 |
| Schloßstraße 17 (Standort)            | Ehemaliges Kleinbauernhaus     | erdgeschossiger Traufseitbau mit Satteldach und Wohnteil mit Giebelgesimsen, 18./frühes 19. Jahrhundert, Wirtschaftsteil erneuert. | D-7-72-121-19 Wikidata | Ehemaliges Kleinbauernhaus     |
| Schloßstraße 21 (Standort)            | Ehemaliges Amtshaus und Schule | Walmdachbau, 2. Hälfte 18. Jahrhundert. | D-7-72-121-22 Wikidata | Ehemaliges Amtshaus und Schule |
| Sonnenstraße (Standort)               | Bildstock                      | Gehäuse mit Dreiecksgiebel und Rundbogennische, 1721; mit Ausstattung. | D-7-72-121-24 Wikidata | Bildstock                      |

## Ehemalige Baudenkmäler
In diesem Abschnitt sind Objekte aufgeführt, die früher einmal in der Denkmalliste eingetragen waren, jetzt aber nicht mehr. Objekte, die in anderem Zusammenhang also z. B. als Teil eines Baudenkmals weiter eingetragen sind, sollen hier nicht aufgeführt werden. Aktennummern in diesem Abschnitt sind ehemalige, jetzt nicht mehr gültige Aktennummern.

| Lage                                | Objekt        | Beschreibung                                              | Akten-Nr. | Bild          |
| ----------------------------------- | ------------- | --------------------------------------------------------- | --------- | ------------- |
| Biberbach Hauptstraße 5 (Standort)  | Hausfigur     | Muttergottes, Ende des 17. Jahrhunderts                   |           | Hausfigur     |
| Affaltern Hauptstraße 75 (Standort) | Bauernhaus    | erdgeschossig, Wohnteil mit Giebelgesims, 18. Jahrhundert |           | Bauernhaus    |
| Dennhofmühle Dennhof 2 (Standort)   | Heiligenfigur | am Giebel, 1. Viertel des 19. Jahrhunderts                |           | Heiligenfigur |

## Abgegangene Baudenkmäler
In diesem Abschnitt sind Objekte aufgeführt, die früher einmal in der Denkmalliste eingetragen waren, jetzt aber nicht mehr existieren, z. B. weil sie abgebrochen wurden. Aktennummern in diesem Abschnitt sind ehemalige, jetzt nicht mehr gültige Aktennummern.

| Lage                                  | Objekt                          | Beschreibung | Akten-Nr. | Bild                            |
| ------------------------------------- | ------------------------------- | --- | --------- | ------------------------------- |
| Markt Kreppstraße 7 (Standort)        | Wohnhaus                        | mit Mansarddach, Vorbau und Zwerchhaus ebenfalls mit Mansarddächern, wohl 1. Hälfte des 19. Jahrhunderts                           |           | Wohnhaus                        |
| Markt Schloßstraße 11 (Standort)      | Kleinbauernhaus                 | mit geschlepptem Satteldach, Gesimsstücken, angehobener Traufe über dem Tennentor, originaler Haustür, Anfang des 19. Jahrhunderts |           | Kleinbauernhaus                 |
| Markt Schloßstraße 29 (Standort)      | Bauernhaus                      | Satteldachbau mit zwei Giebelgesimsen und Figurennische, noch 18. Jahrhundert                                                      |           | Bauernhaus                      |
| Markt Schloßstraße 33 (Standort)      | Kleinbauernhaus                 | mit schrägen Giebelschultern und Gesimsstücken, Anfang des 19. Jahrhunderts                                                        |           | Kleinbauernhaus                 |
| Markt Sonnenstraße 2 (Standort)       | Bauernhaus                      | Satteldachbau mit Putzgliederungen, um die Mitte des 19. Jahrhunderts                                                              |           | Bauernhaus                      |
| Zollsiedlung Am Zollhaus 1 (Standort) | Ehemaliges Fuggersches Zollhaus | Walmdachbau mit Zwerchgiebel, 2. Hälfte des 18. Jahrhunderts                                                                       |           | Ehemaliges Fuggersches Zollhaus |